# Aida López
{{Ficha de actor
| imdb = 529989
| fecha de nacimiento = 10 de agosto de 1973
({{|10|8|1973}})
| lugar de nacimiento = Ciudad de México
(México)
}}
Aida López (Ciudad de México, 10 de agosto de 1973) es una actriz mexicana. Debutó en el cine en el año 1997 con la película The Blood Oranges y en 2002 hace la película con la que cosecharía más éxito, Frida.  En cuanto a la televisión tiene desde 2008 hasta 2012 un papel importante en la serie Capadocia donde interpreta a Ana Moreno. "Ingobernable" serie paraq Netflix en sus dos temporadas. "Fabricantes de ovnis" para Star+, "La Banda" para Vix* En 2006 es nominada por la mejor co-actuación femenina a un Premio Ariel en la película Mezcal de Ignacio Ortiz. Nominada por la mejor co-actuación femenina a un premio Ariel por la película Nudo Mixteco de Ángeles Cruz (2022). Nominada el premio Nymphe d ' Or en el Festival de Monte Carlo. < Ha participado en más de 50 obras de teatro; las más recientes: EMILIA de Morgan Lloyd Malcolm, 2023; "Los Errantes o Ese amor" 2022 y 2024,

## Películas
| Año  | Título                                  | Papel                  | Director              |
| ---- | --------------------------------------- | ---------------------- | --------------------- |
| 1997 | The Blood Oranges                       | Rosella                | Philip Haas           |
| 2002 | Frida                                   | Criada de Lupe         | Julie Taymor          |
| 2006 | Mezcal                                  | Isabel                 | Ignacio Ortiz         |
| 2007 | Quemar las naves                        | Chayo                  | Francisco Franco Alba |
| 2009 | Tres piezas de amor en un fin de semana | Tía Célia              | Salvador Aguirre      |
| 2010 | El mar muerto                           | María                  | Ignacio Ortiz         |
| 2012 | La madre                                |                        | Ernesto Martínez      |
| 2013 |                                         | Madre                  | Percival Argüero      |
| 2014 | Oasis                                   | Nieves                 | Carmen Jiménez        |
| 2017 | Belzebuth                               | Elena                  | Emilio Portes         |
| 2017 | Las Candelarias (corto)                 | Lena                   |                       |
| 2021 | Nudo mixteco                            | Chabela                | Ángeles Cruz          |
| 2024 | Kung Fu Panda 4                         | La Camaleona (doblaje) | Mike Mitchell         |

## Televisión
| Año       | Título                        | Papel                 | Notas                   |
| --------- | ----------------------------- | --------------------- | ----------------------- |
| 2002      | La virgen de Guadalupe        | Malinali              | Miniserie               |
| 2004      | Zapata: Amor en rebeldía      |                       | Miniserie               |
| 2010      | Las Aparicio                  | Rosario Miranda       | Episodio 1, temporada 1 |
| 2008-2012 | Capadocia                     | Ana Morena 'La Negra' | 37 episodios            |
| 2017-2018 | Ingobernable                  | Chela Lagos           | Serie                   |
| 2020      | El candidato                  | Ofelia                | Serie                   |
| 2021      | Monarca                       | Xochitl               | 1 episodio temporada 2  |
| 2021      | Los enviados                  | Beatriz               | 3 episodios             |
| 2022      | Un extraño enemigo            | Amalia                | 2 episodios temporada 2 |
| 2023      | La cabeza de Joaquín Murrieta | Blanca                | Serie                   |
| 2023      | De brutas, nada               |                       | 1 episodio temporada 3  |
| 2024      | Señorita 89                   | Dra Franco            | Serie web               |